# Ulf Täckholm
Ulf Fredrik Täckholm, född 13 oktober 1907 i Söderhamn i Gävleborgs län, död 28 december 1975 i Uppsala, var en svensk skolman. Han var måg till professor Richard Ekblom. Ulf Täckholm var gift med Vjera Täckholm (1911–1996), som var språklärare vid Katedralskolan i Uppsala. Tillsammans hade de barnen Filippa Täckholm (1945–2000) och Fredrik Täckholm (1950–2016). 
Täckholm avlade filosofisk ämbetsexamen vid Uppsala universitet 1929 och filosofie licentiatexamen där 1933. Han promoverades till filosofie doktor 1937. Täckholm innehade olika lärtjänster 1937–1944. Han var lektor vid Bodens högre allmänna läroverk 1944–1953 och vid Lundellska läroverket från 1953. Täckholm var docent i klassisk fornkunskap och antikens historia i Uppsala från 1955. Han blev riddare av Nordstjärneorden 1961. Täckholm vilar på Söderhamns kyrkogård.